# Ophioholcus sexradiata
Ophioholcus sexradiata är en ormstjärneart som först beskrevs av Jean Baptiste François René Koehler.  Ophioholcus sexradiata ingår i släktet Ophioholcus och familjen Hemieuryalidae. Inga underarter finns listade i Catalogue of Life.